# Кембриджская семёрка

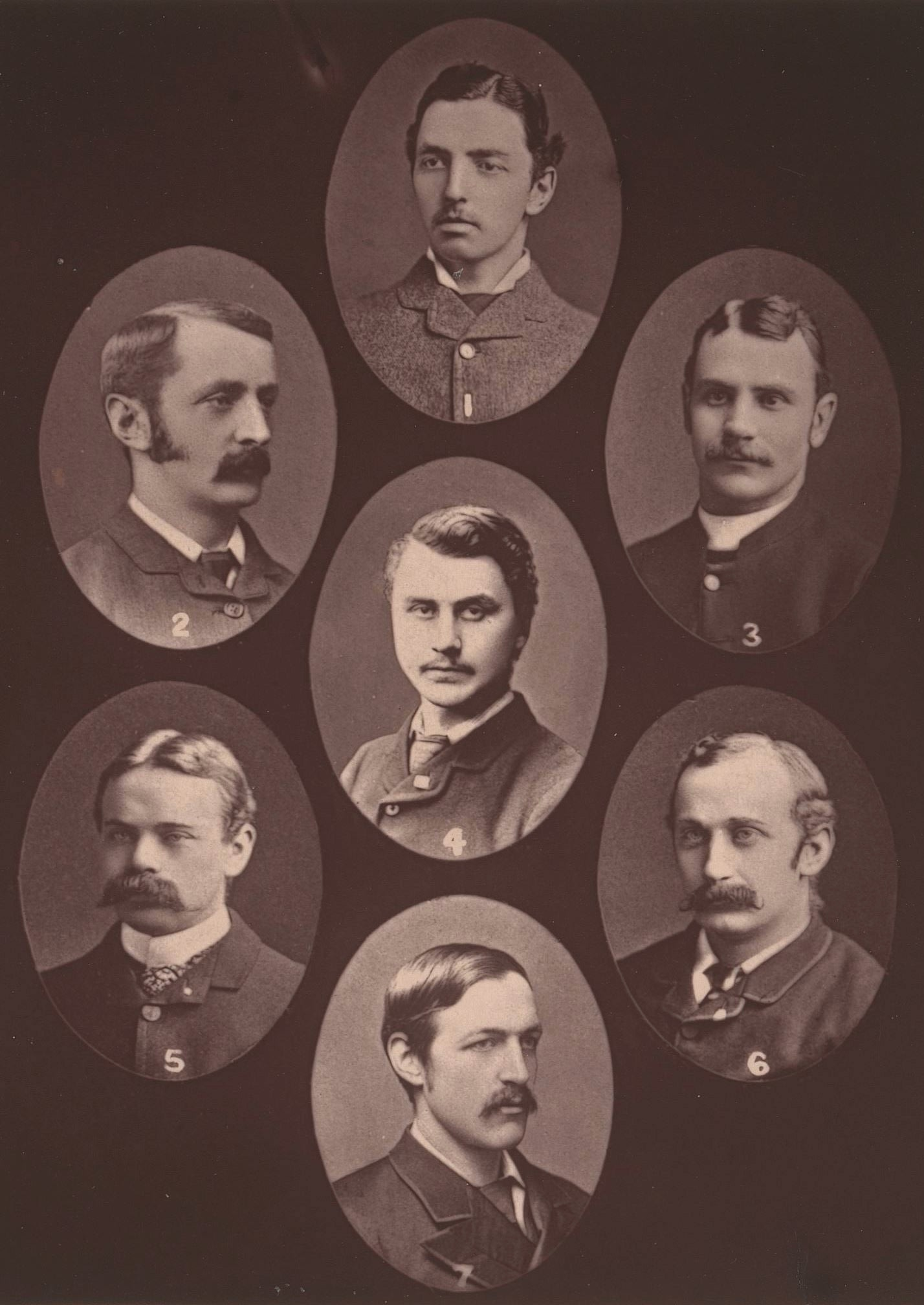
Портреты кембриджской семерки

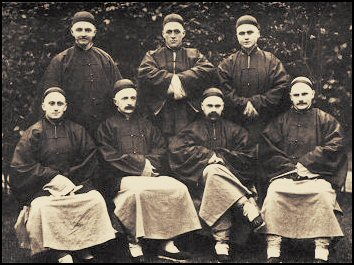
Кембриджская семёрка в китайской одежде — 1885

Кембриджская семёрка — шесть студентов из Кембриджского университета и один из Королевской военной академии, которые в 1885 году решили стать миссионерами в Китае. Список членов Кембриджской семёрки:
- Чарльз Стадд[1]
- Монтегю Гарри Проктор Бошамп
- Стенли Смит[2]
- Артур Полхилл-Тернер
- Диксон Эдвард Хост
- Сесил Полхилл-Тернер
- Уильям Касселс

## Приготовления в Великобритании
Чарльз Стадд вырос в богатой и достаточно знаменитой в Великобритании семье. Его отец прославился тем, что активно занимался лошадьми и многократно участвовал в скачках, занимая призовые места. Подобная жизнь плохо сочеталась с христианскими ценностями и тем более с желанием отказаться от богатства в пользу жизни бедного миссионера. Поэтому объявление Чарльза о его намерении переехать в Китай для проповеди христианства и помощи бедным вызвало большой резонанс в обществе Англии. Его решение вызвало отклик ещё шести блестящих и талантливых молодых студентов из Кембриджского университета и Королевской военной академии.
Будучи выбранными Хадсоном Тейлором в качестве членов миссионерского братства, направленных в Китай, семеро студентов запланировали отправиться в Китай в начале февраля 1885 года. Перед отъездом они провели прощальный тур, чтобы распространить новость по всей стране — как раз в это время их окрестили «Кембриджской семёркой».
В течение следующего месяца «семеро» посещали кампусы университетов Англии и Шотландии, проводя встречи и семинары для студентов. Брошюра, содержащая свидетельства «Кембриджской семёрки» была передана и королеве Виктории, которая выявила благорасположенность к их миссии. Их отъезд был описан в произведении «Евангелизация мира: Миссионерская Группа». Оно стал национальным бестселлером. Его влияние распространялось в Америку, где привело к образованию студенческого добровольческого движения Роберта Уайлдера.
Все семеро были убежденными христианами и поэтому с энтузиазмом воспринимали возможность поехать в Китай, чтобы распространять их убеждения и, чтобы помогать местному населению; большинство продолжали заниматься миссионерской работе в течение всей остальной части их жизни. Они были в значительной степени под влиянием книги Тейлора «Китай: Его духовные потребности и требования». После их принятия в китайскую миссию, семеро посетили Англию и Шотландию, проповедуя и призывая своих слушателей следовать их примеру и идти за Христом. Брат Чарльза Стадда Кинестон помог семерым в их подготовке к отъезду.

## Состав группы
- Чарльз Стадд, один из знаменитых братьев Стадд, который до его миссионерской работы был известен в Англии как игрок в крикет — сыграв в знаменитой команде Эшис против Австралии, был, вероятно, самым известным из «Кембриджской семёрки». Он был отправлен из Китая домой из-за плохого здоровья в 1894 году. Позже он работал в Индии и Африке и был основателем «WEC International[англ.]». Он умер в 1931 году.[1]
- Уильям Уортон Касселс работал в Китае в течение десяти лет, а затем вернулся в Англию в 1895 году, где он был поставлен в качестве епископа новой епархии в Западном Китае. Затем он вернулся в Западный Китай — он жил здесь до своей смерти в 1925 году.
- Стэнли Перегрин Смит был отправлен в Северный Китай. Здесь он изучал китайский язык, и вскоре стал так же свободно на нём говорить и проповедовать, как и на английском языке. Он умер в Китае 31 января 1931.
- Артур Полхилл-Тернер - выпускник теологического колледжа Ридли Холл в Кембридже[4]. Рукоположен в качестве священника в 1888 году и переехал в густонаселенную сельскую местность, чтобы донести проповедь как можно большему количеству людей. Он оставался в Китае на протяжении восстания против иностранцев на рубеже веков вплоть до 1928 года, когда он ушел на пенсию и вернулся в Англию. Он умер в 1935 году.
- Сесил Полхилл-Тернер пробыл в изначальной провинции на некоторое время, прежде чем перейти к северо-западу, в направлении Тибета. Во время жестокого бунта он и его жена были оба чуть не убиты в 1892 году. В 1900 году его здоровье ухудшилось, и он был отправлен домой в Англию, где ему было настоятельно рекомендовано не возвращаться в Китай. Несмотря на это запрет, его сердце оставалось там на всю оставшуюся жизнь, он сделал семь длительных миссионерских поездок. В 1908 году в Сандерленде он стал лидером пятидесятников и миссионерского союза. Привнес значительное влияние в формирование пятидесятнического движения в Великобритании. Он умер в Англии в 1938 году.[5]
- В 1900 году Монтегю Гарри Проктор Бошамп был эвакуирован из Китая из-за восстаний, но опять вернулся в Китай в 1902 году. Затем он снова вернулся в Англию в 1911 году и служил в качестве капеллана с британской армии. Его сын стал миссионером в Китае второго поколения и в 1935 году он вернул отца в Китай, который умер в 1939 году.
- Диксон Хост был единственным из «Кембриджской семёрки», кто не учился в Кембридже. Диксон Хост сменил Хадсона Тейлора в качестве директора Внутрикитайской миссии, и в течение тридцати лет возглавлял её. Он ушел в отставку в 1935 году, но оставался в Китае до 1945 года, когда был принудительно переселён японцами. Он умер в Лондоне в мае 1946 года и был последним членом «Кембриджской семерки».